# Monte Cancervo
Il Monte Cancervo (1.835 m s.l.m.) è una montagna delle Prealpi Orobie, in provincia di Bergamo.
Si trova sul versante orografico destro della Val Brembana, a ovest dei paesi di San Giovanni Bianco e Camerata Cornello e a nord della Val Taleggio. Grazie ai suoi pinnacoli e guglie rocciose è ben riconoscibile da buona parte della media valle. Si trova appena a sud del Monte Venturosa (1.999 m), da cui è separato dal Passo di Grialeggio.

## Accessi
Il Cancervo è raggiungibile da Pianca (810 m), frazione di San Giovanni Bianco. Si imbocca il sentiero 102 per il Passo Baciamorti, che sale tra roccette e pinnacoli. Dopo un tratto attrezzato con catena si devia a destra sul sentiero segnalato che conduce in vetta.
Alternativamente si può seguire l'itinerario del Canalino dei Sassi, partendo dalla strada che porta da Brembella (930 m) a Cespedosio (1093 m), due frazioni di Camerata Cornello. Si prende un sentiero che sale nel bosco, fino a sbucare tra le guglie e risalire, sempre tramite sentiero, il ripido Canalino dei Sassi. Si perviene poi ad ampi pascoli, dove sorge la Casera Cancervo, e da qui si prende a destra il tracciato per la vetta.
Volendo seguire un sentiero più tranquillo, si può prendere il sentiero 136 per il Passo di Grialeggio, con partenza nei pressi dell'inizio del sentiero per il Canalino dei Sassi. Si segue una carrareccia (con indicazioni per il Monte Venturosa) e poi un sentiero che portano al suddetto passo, e da qui si prosegue salendo a zig zag sulla sinistra, arrivando in breve in vetta.
Per tutti gli itinerari la tempistica indicativa è di 2,30 h di cammino.

## Galleria d'immagini

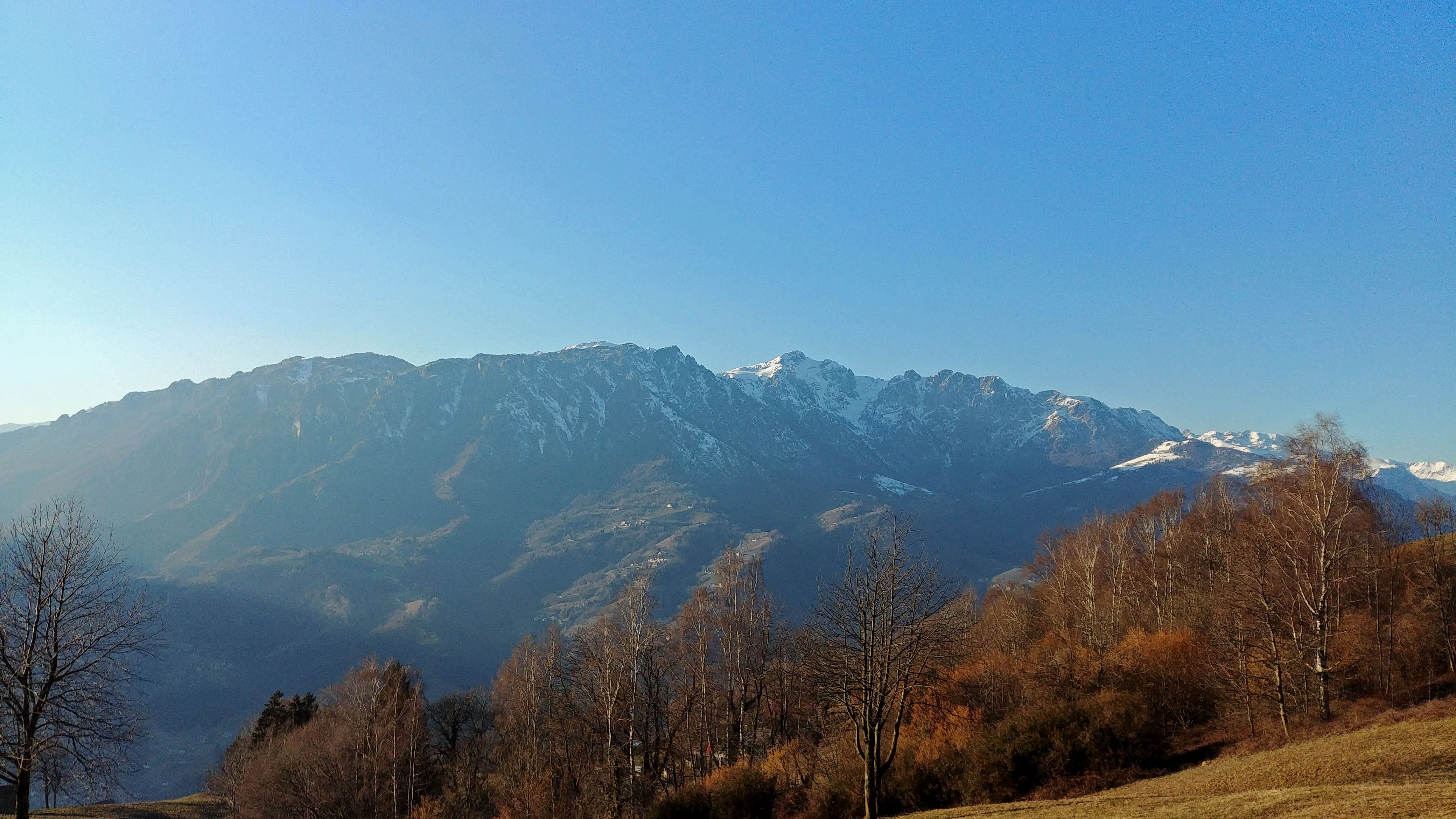
Veduta dei monti Cancervo e Venturosa
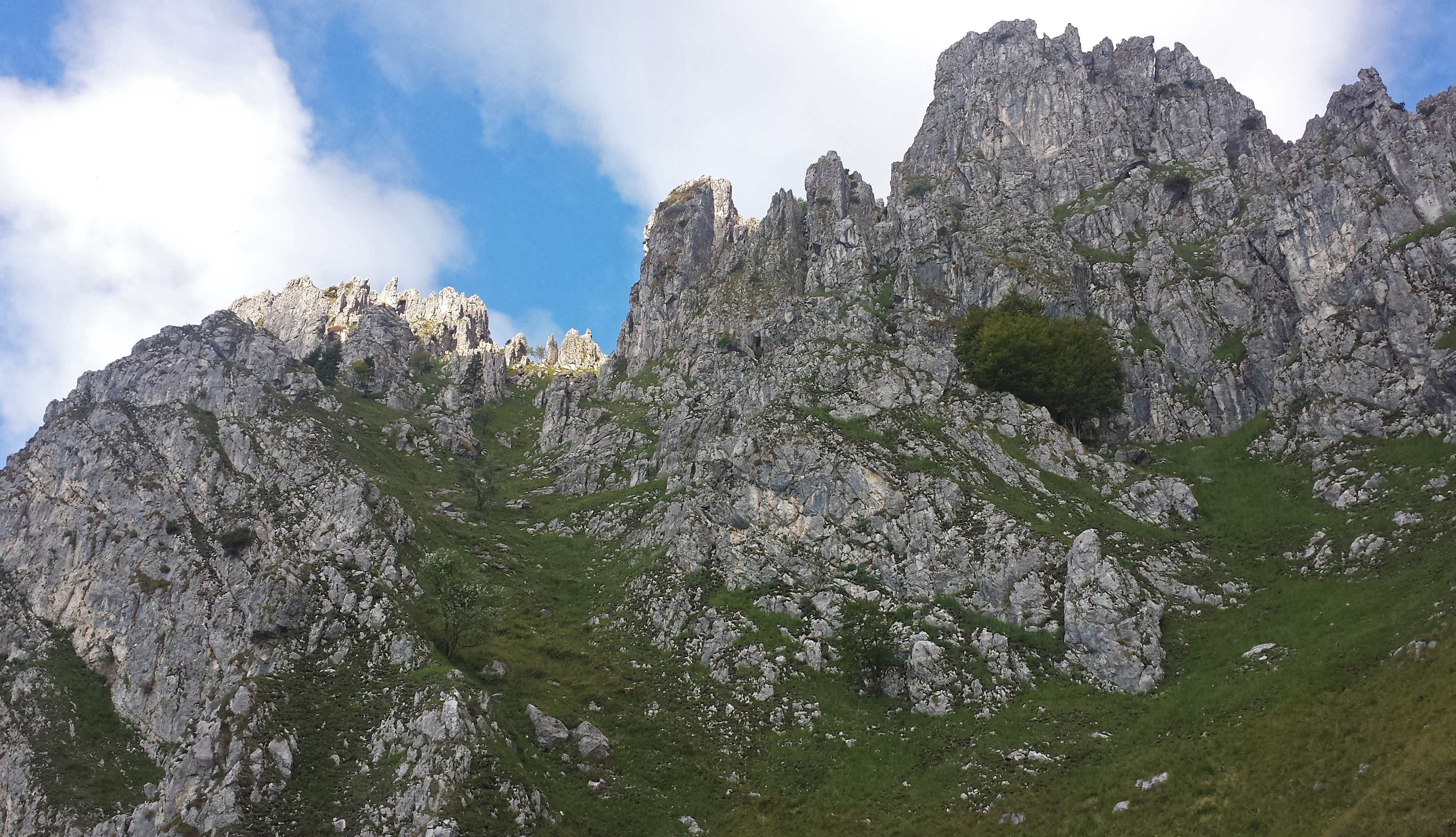
Le rocce del Cancervo nei pressi del Canalino dei Sassi
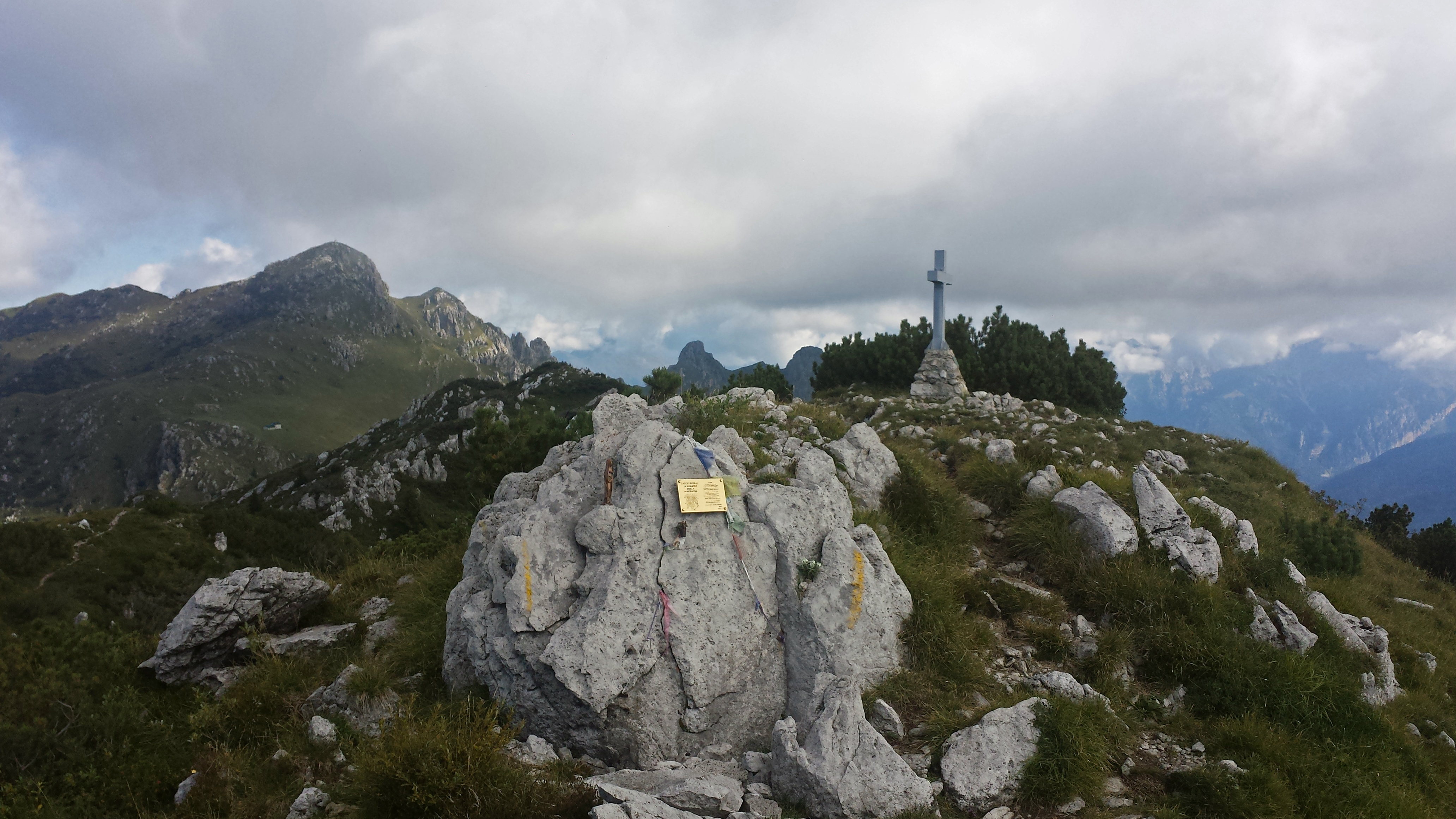
La cima del Cancervo